# 大山郁夫
大山 郁夫（おおやま いくお、1880年（明治13年）9月20日 - 1955年（昭和30年）11月30日）は、日本の政治家、政治学者。衆議院議員（1期）。参議院議員（1期）。

## 来歴・人物
兵庫県赤穂郡若狭野村（現相生市）の医者・福本剛策の次男として生まれ、17歳の時に神戸の米穀商・大山晨一郎の養子となり大山姓となる。東京専門学校に入学し、在学中に早稲田大学政治経済学部に改組され、1905年に同学部を首席で卒業。シカゴ大学およびミュンヘン大学への留学を経て1914年（大正3年）に早稲田大学教授となり、政治学を講じた。やがて大山を含めた「恩賜館組」と呼ばれる少壮教授連は早大当局に対して様々な改革要求を突きつけることになる。当時恩賜館3階の研究室で大山と同室だった服部嘉香はその頃の思い出を次のように語っている。
1917年（大正6年）の早稲田騒動で早大を去り朝日新聞社に入社するが、翌年白虹事件により辞職。1919年（大正8年）、長谷川如是閑らと雑誌『我等』を創刊するとともに大正デモクラシーを唱道する黎明会に参加した。
1921年（大正10年）に早稲田大学教授に復帰。その講義は「大山さんの政治学」として午前8時の授業開始時間にもかかわらず他学部の学生も詰めかける人気を博した。
1923年（大正12年）9月1日の関東大震災発生時に軍部は大山の襲撃を計画し（大山は陸軍による暴挙の対象とされていた）、9月7日の朝に兵隊たちが大山を自宅から落合の憲兵隊屯所へ連行した。目的は大山の暗殺とみられたが、物々しい連行に近隣住民が騒いで新聞社の知るところとなり、大山は夜の8時頃に解放された。
その後左派無産政党である労働農民党の委員長となり、「輝ける委員長（輝ける労農党首）」の愛称が付いた。
1927年（昭和2年）1月、労農党の党務に専念するため早稲田大学を辞任。1928年（昭和3年）の第16回衆議院議員総選挙に田中義一内閣の大蔵大臣だった三土忠造と同じ香川県から立候補するが、官憲の激しい選挙干渉に遭い落選。落選報告会に参加しようとした弁士が多数拘束されるなど徹底した弾圧は続いた。さらに同年4月11日、山陰地方遊説の帰路、水谷長三郎とともに東京駅に到着したところ、ホーム上で右翼の一群に囲まれて殴打され負傷する事件も発生した。大山を警護していた警察官は暴徒を拘束しないばかりか、旧労農党員2人をビラを撒いた容疑で拘束した。
1930年（昭和5年）の総選挙で新労農党より立候補し当選するが、この際「合法政党無用論」をとり同党の結成に反対した共産党系勢力（かつて労農党からの立候補時には組織的支援を与えていた）からは「大山師」（大山氏のもじり）と悪罵を投げかけられた。新労農党内で解消問題が起こり河上肇と決別し、1932年（昭和7年）にアメリカに亡命。ノースウェスタン大学政治学部研究嘱託。亡命中に日本で大山暗殺計画の兆候があり、第二次世界大戦も勃発したことから戦後までアメリカにとどまった。
戦後、1947年（昭和22年）10月23日に帰国。1948年（昭和23年）5月19日、早稲田大学で講義を再開した。1949年（昭和24年）9月27日、警視庁は連合国軍最高司令官総司令部の命により、占領軍の批判した容疑で取り調べを行ったが、翌日釈放した。1950年（昭和25年）の参院選に日本社会党・日本共産党などで構成される全京都民主戦線統一会議（民統）の支援を得て立候補、途中社会党が馬谷憲太郎を擁立して戦線に乱れが生じるものの当選する（馬谷は落選）。なお、同年には京都府知事・京都市長の選挙も行われ、それぞれ民統が推した蜷川虎三・高山義三が当選している。1951年（昭和26年）12月にスターリン国際平和賞受賞。参院議員在職中の1955年（昭和30年）に硬膜下血腫のため死去。墓所は小平霊園。

## 家族
- 実父・福本剛策 ‐ 兵庫県赤穂郡の医師
- 養父・大山晨一郎 ‐ 神戸、日本米穀輸出会社員
- 実弟・福本順三郎（1880-）‐満洲国大連税関長。東京高等商業学校卒。長男に砧一郎[15][16]。
- 妻・りゅう（1887-） ‐ 水野正巳の養妹[17]
- 長男・大山聡（1915-2002） ‐ 成城大学文芸学部教授、東京都立大学名誉教授。東大独文科卒。

## 著書

### 単著

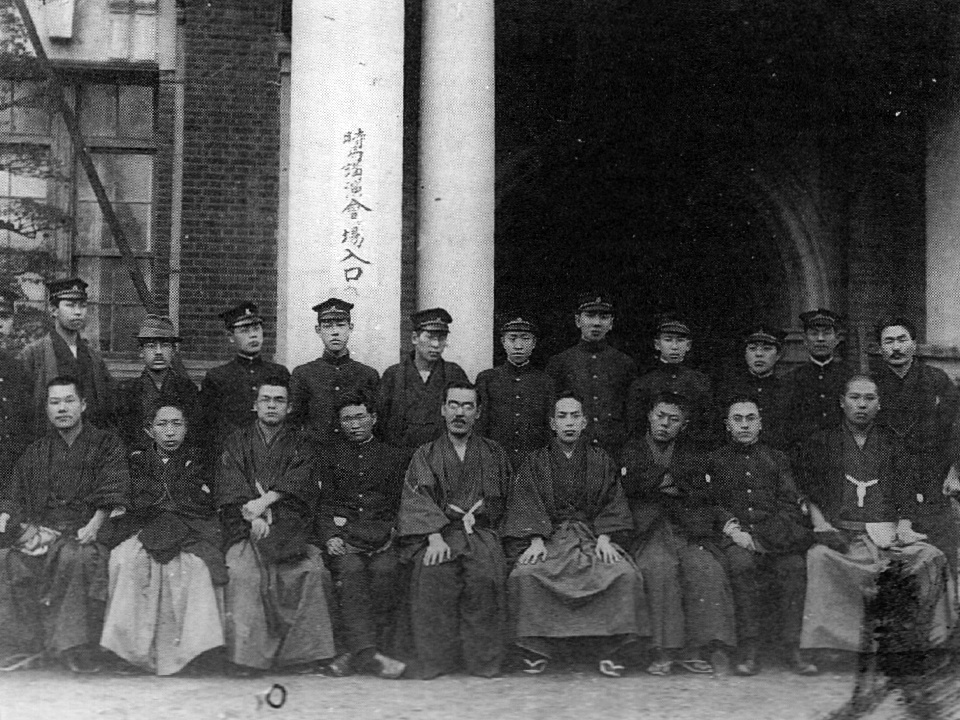
大山郁夫と明大生（1919年頃）

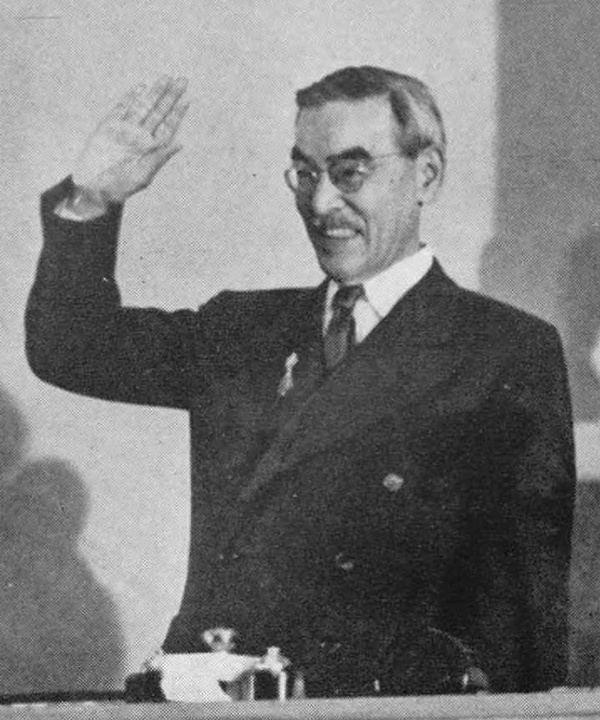
国際平和賞授賞式における大山郁夫（1953年7月）

- 『政治の社会的基礎 国家権力を中心とする社会闘争の政治学的考察』同人社書店、1923年2月。
- 『民族と階級』科学思想普及会〈科学思想叢書 3〉、1923年6月。NDLJP:10297694。
  - 『民族と階級』（再版）科学思想普及会〈科学思想叢書 3〉、1923年7月。NDLJP:1884758。
- 『大学の使命とその社会的意義』青潮社、1923年7月。NDLJP:913210。
- 『民族闘争と階級意識』科学思想普及会、1924年6月。
- 『現代日本の政治過程 及びその将来への展開』改造社、1925年5月。NDLJP:1021361。
- 『大衆に呼びかける』改造社、1927年9月。NDLJP:1279934 NDLJP:1709761 NDLJP:1712012 NDLJP:2389885。
- 『闘争の跡』世界社、1928年6月。NDLJP:1280186。
- 『嵐に立つ 日本に於ける無産階級政治闘争の一記録』鉄塔書院、1929年7月。
- 『左翼戦線の再進出』永田書店、1929年9月。NDLJP:1454562。
- 『大衆は動く』アルス、1930年8月。NDLJP:1269135 NDLJP:1454386。
- 『日本の進路』労働文化社、1948年3月。NDLJP:1459122。

### 翻訳
- ギュスターヴ・ル・ボン『群衆心理』大日本文明協会、1910年12月。

### 監修
- 『マルクス主義講座』河上肇・大山郁夫監修、マルクス主義講座刊行会、1929年9月。

### 共著
- 大山郁夫『露西亜承認論』東方時論社、1923年6月。NDLJP:911178。
- 大山郁夫、上村進、細迫兼光『新労農党樹立の提案 親愛なる全国の戦闘的労働者農民諸君の前に』同人社、1929年8月。
- 大山郁夫、細迫兼光、河上肇『左翼戦線の新展開 新労農党樹立の階級的意義』同人社〈新労農党パンフレット No.1〉、1929年10月。

### 共編
- 大山郁夫・無産者自由大学共編 編『政治学』南宋書院〈無産者自由大学 第9講座〉、1928年9月。NDLJP:1460552。

### 共訳
- ギュスターヴ・ル・ボン 著、大山郁夫・前田長太 訳『民族心理及群衆心理』大日本文明協会、1918年11月。

### 作品集
- 『大山郁夫・末川博・柳田謙十郎集』創元社〈現代随想全集 第15巻〉、1954年5月。

#### 全集
- 『大山郁夫全集』 第1巻、中央公論社、1947年2月。
- 『大山郁夫全集』 第2巻、中央公論社、1947年10月。
- 『大山郁夫全集』 第3巻、中央公論社、1948年2月。
- 『大山郁夫全集』 第4巻、中央公論社、1948年5月。
- 『大山郁夫全集』 第5巻、中央公論社、1949年6月。

#### 著作集
- 『大山郁夫著作集 大正デモクラシー期の政治・文化・社会』 第1巻、岩波書店、1987年11月。ISBN 9784000912716。
- 『大山郁夫著作集 大正デモクラシー期の政治・文化・社会』 第2巻、岩波書店、1987年12月。ISBN 9784000912723。
- 『大山郁夫著作集 大正デモクラシー期の政治・文化・社会』 第3巻、岩波書店、1988年1月。ISBN 9784000912730。
- 『大山郁夫著作集 大正デモクラシー期の政治・文化・社会』 第4巻、岩波書店、1987年10月。ISBN 9784000912747。
- 『大山郁夫著作集 大正デモクラシー期の政治・文化・社会』 第5巻、岩波書店、1988年4月。ISBN 9784000912754。
- 『大山郁夫著作集 大正デモクラシー期の政治・文化・社会』 第6巻、岩波書店、1988年2月。ISBN 9784000912761。
- 『大山郁夫著作集 大正デモクラシー期の政治・文化・社会』 第7巻、岩波書店、1988年5月。ISBN 9784000912778。

### 目録
- 『大山郁夫著書論文目録』大山会事務所、1966年8月。
- 『大山郁夫関係資料目録 大山家寄贈』早稲田大学現代政治経済研究所、1989年10月。